# Utva
Utva (srbsko divja raca) je tovarna športnih in šolskih letal v Pančevu (Srbija). Tovarno so ustanovili 5. junija 1937 kot Jadralno društvo Utva-Zemun. Kot jadralno društvo so zgradili jadralni letali Vrabac (vrabec) in Čavka (kavka).
Ime so 28. marca 1939 spremenili v Fabrika Aviona UTVA-Beograd. Leta 1940 so podjetje iz Beograda preselili v Pančevo in ga preimenovali v Fabrika Aviona UTVA-Pančevo. Od novembra 1944 do junija 1946 so ga obnovili, od tedaj pa so proizvajali jadralna letala tipa Vrabac, Čavka, Orlik (orlič) in Ševa (škrjanec). Leta 1947 so začeli izdelovati jadralni letali Jastreb in Ždral (žerjav), ter tudi prvo motorno letalo Trojka.
Skupaj so izdelali več kot 900 zrakoplovov. Leta 1996 so tovarno združili s tovarno Lola iz Železnika, tako da zdaj posluje pod imenom Lola-Utva. Med napadi zveze NATO na ZRJ leta 1999 je bila tovarna resno poškodovana, v naslednjih letih pa spet obnovljena.
Slovenska 15. brigada vojnega letalstva SV je bila ustanovljena leta 1991 s petimi helikopterji različnih tipov in lahkimi šolskimi letali Utva-75. MORS je letala vrste Utva v maju 2005 prepustil v upravljanje Letalski zvezi Slovenije, ki jih je razdelila aeroklubom, vendar so zaradi visokih stroškov vzdrževanja po razpadu SFRJ večinoma na tleh.

## Jadralna letala
- Vrabac
- Čavka
- Orlik
- Ševa
- Jastreb
- Ždral
- Vaja

## Motorna letala
- 212
- 213 'Vihor'
- Aero 3
- Trojka
- Utva 56
- Utva 60
  - 60-AT1
  - 60-AT2
  - 60-AG (kmetijska različica)
  - 60-AM (zračna ambulanta)
  - 60H (hidroavion)
  - 60 V-51
- Utva 65
  - 65 'Privrednik' (gospodarstvenik)
  - 65 'Privrednik'-IO
  - 65 'SuperPrivrednik'-350
- Utva 66
  - 66-AM (zračna ambulanta)
  - 66H
  - 66V
  - 66 Super STOL
- Utva 75
  - 75A21
  - 75A41
  - 75AG11
  - 75 V-53
- Lasta 95 (lastovica)
- Utva 96
- Mini UAV Gavran (krokar)
- Medium UAV